# Paul Simonon
Paul Simonon, il cui nome completo è Paul Gustave Simonon (Brixton, 15 dicembre 1955), è un bassista britannico.
È stato il bassista del gruppo The Clash, adesso componente dei The Good, the Bad & the Queen.

## Biografia

### Infanzia e adolescenza (1955 - 1975)
Paul, nato il 15 dicembre 1955 a Londra nel duro quartiere di Brixton, frequentò scuole con prevalenza di studenti neri, in particolare la Effra Primary School.
Questo gli fece conoscere i suoni jamaicani, il reggae e lo ska. Benché fosse un cosiddetto Hooligan e Skinhead, dimostrò un notevole talento come pittore e vinse anche una borsa di studio per una vicina scuola d'arte.

### I Clash (1976 - 1985)
Circa alla metà degli anni '70, fu invogliato a suonare da un ragazzo di nome Mick Jones e dal produttore Bernard Rhodes che aiutava Jones nel reclutare musicisti per il suo nuovo gruppo, i London SS. Simonon era stato subito adocchiato da Mick dopo che aveva accompagnato un amico per sostenere un provino per i London SS. Egli fu scelto non per la sua particolare bravura nel suonare (non aveva mai toccato uno strumento a quell'epoca), ma per la sua immagine: biondo, alto e molto sicuro di sé. Vista la sua avversione per suonare la chitarra, dopo disastrosi tentativi, Mick gli insegnò a suonare il basso elettrico. Nel 1976, scioltisi i London SS, Jones e Simonon, reclutarono Joe Strummer dai 101'ers come cantante e chitarrista ritmico e formarono i Clash. Dopo numerosi cambi di batteristi, si unì a loro Terry Chimes, e grazie a varie esibizioni dal vivo, ebbero subito un notevole seguito nella nascente scena punk inglese.
Nel 1977 firmarono un contratto con la Epic Records, per la quale realizzarono il loro primo lavoro, The Clash, che ebbe un notevole successo. Nel 1978 entrò in pianta stabile nel gruppo il batterista Topper Headon che iniziò subito a registrare con i Clash l'album Give 'Em Enough Rope. L'anno successivo i Clash realizzarono London Calling, (con Guy Stevens come produttore) disco nel quale trova posto il primo pezzo composto e cantato (dopo che Joe e Mick lo convinsero con non poca fatica) da Paul: The Guns of Brixton. La sua idea era quella di fare una ballata rock, ma date le sue origini inevitabilmente ne è venuto fuori un reggae nel quale spiccano le note del basso di Paul.
(Paul Simonon)
La copertina di London Calling ritrae lo stesso Simonon mentre distrugge il suo basso (Fender Precision) durante la seconda data di un'esibizione dal vivo al Palladium di New York. Fu definita da molti giornalisti La Più Grande Fotografia Rock di Tutti i Tempi. Un aneddoto della fotografa che scattò la foto, Pennie Smith, dice che Paul inflisse così forte il basso sul palco che gli si ruppe anche l'orologio: si bloccò alle 21:30, ora dell'impatto.
Il seguente lavoro fu Sandinista! (1980) un triplo album (nella versione in CD doppio) al prezzo di due.
Nel 1982 esce Combat Rock, dotato di pezzi storici come Should I Stay or Should I Go (che ottenne un grandissimo successo grazie ad uno spot della Levi's) e Rock the Casbah.
I continui contrasti tra Joe Strummer e Mick Jones (quest'ultimo ebbe decisioni contrastanti col gruppo, come l'opporsi al ritorno del vecchio manager Bernard Rhodes), portarono però all'allontanamento dello stesso Jones dal gruppo nel 1983. Si dice che in realtà fu il manager "Bernie" Rhodes a volere fortemente l'allontanamento di Mick e a comunicarlo a Jones fu Joe che disse: "Sei fuori" e Paul infierì con un: "Beh sì!". I Clash conclusero la loro carriera discografica con Cut the Crap ("Un taglio alle stronzate") nel 1985, con la presenza dello stesso Paul al basso che rimase insieme a Joe Strummer.

### Dopo i Clash
La prima apparizione di Simonon dopo lo scioglimento dei Clash, è nel disco di Bob Dylan Down in the Groove del 1988. L'unica esperienza successiva di Simonon sarà la brevissima carriera degli Havana 3 A.M., che riuscirono a pubblicare nel 1991 il loro unico lavoro, dal titolo appunto Havana 3 A.M..
Archiviata anche questa esperienza, Simonon ritorna al suo primo amore, ovvero la pittura. Ha esposto i suoi lavori in varie gallerie di Londra, e ha anche creato la copertina per un album dei Big Audio Dynamite di Mick Jones (Tighten Up, Vol. 88).
Nel 2006 insieme a Damon Albarn (Blur, Gorillaz) e l'ex-chitarrista dei Verve ha formato un altro gruppo, i The Good, the Bad & the Queen. Le sonorità dell'album della nuova band somigliano a quelle dei The Clash, ma si uniscono ai ritmi ascoltati dal quartetto nel loro viaggio in Etiopia. L'album è stato pubblicato nel gennaio 2007, accompagnato dai singoli "Kingdom of Doom" e "Green Fields".
Nel 2010 partecipa insieme a Mick Jones alla registrazione del brano della band virtuale Gorillaz "Plastic Beach" pubblicato sull'album omonimo. Sempre insieme a Jones, nel corso dell'anno accompagnerà la band in alcuni live.

## Strumenti e stile
Paul era solito suonare con un Fender Precision e utilizzava un plettro. Era solito decorare il suo strumento con pittura, adesivi e frasi, e lo trasformava in un vero e proprio “oggetto d'arte”. Durante le registrazioni del primo disco, ricevette un Rickenbacker nero da Patti Smith, che modificò con vernice ma non usò, in quanto non gli piaceva il suono e gli sembrava troppo leggero, anche perché era abituato a bassi più robusti. Più tardi ricevette un nuovo Fender dalla CBS, che usò per più anni. Suonò un Wal JG Custom Bass durante le registrazioni di Give ‘Em Enough Rope nel 1978, perché il produttore Sandy Pearlman glielo suggerì, ma a Paul non piaceva perché aveva troppi switches. Nel 1979 ebbe un nuovo Fender, quello che sarà in seguito immortalato durante la sua distruzione sul palco e la foto inserita come copertina di London Calling, e dopo che il basso fu rotto, ricominciò ad usare il vecchio Fender Precision donatogli dalla CBS, almeno fino all'anno successivo. Poi, nel 1981, iniziò ad usare un Fender Fretless Precision in palissandro. Lo suonò per tutto il 1981, ma l'anno successivo tornò al Fender con i tasti.
Utilizzava principalmente amplificatori Ampeg.
Tecnicamente non dotato, all'inizio imparò il basso in fretta lasciando però riff e intro di basso memorabili come London Calling. La sua postura, la sua altezza e il suo modo di vestire era una figura chiave della moda punk.